# Tyrnävä
Tyrnävä is een gemeente in de Finse provincie Oulu en in de Finse regio Noord-Österbotten. De gemeente heeft een landoppervlakte van 491,82 km² en telt 6.562 inwoners (2022).

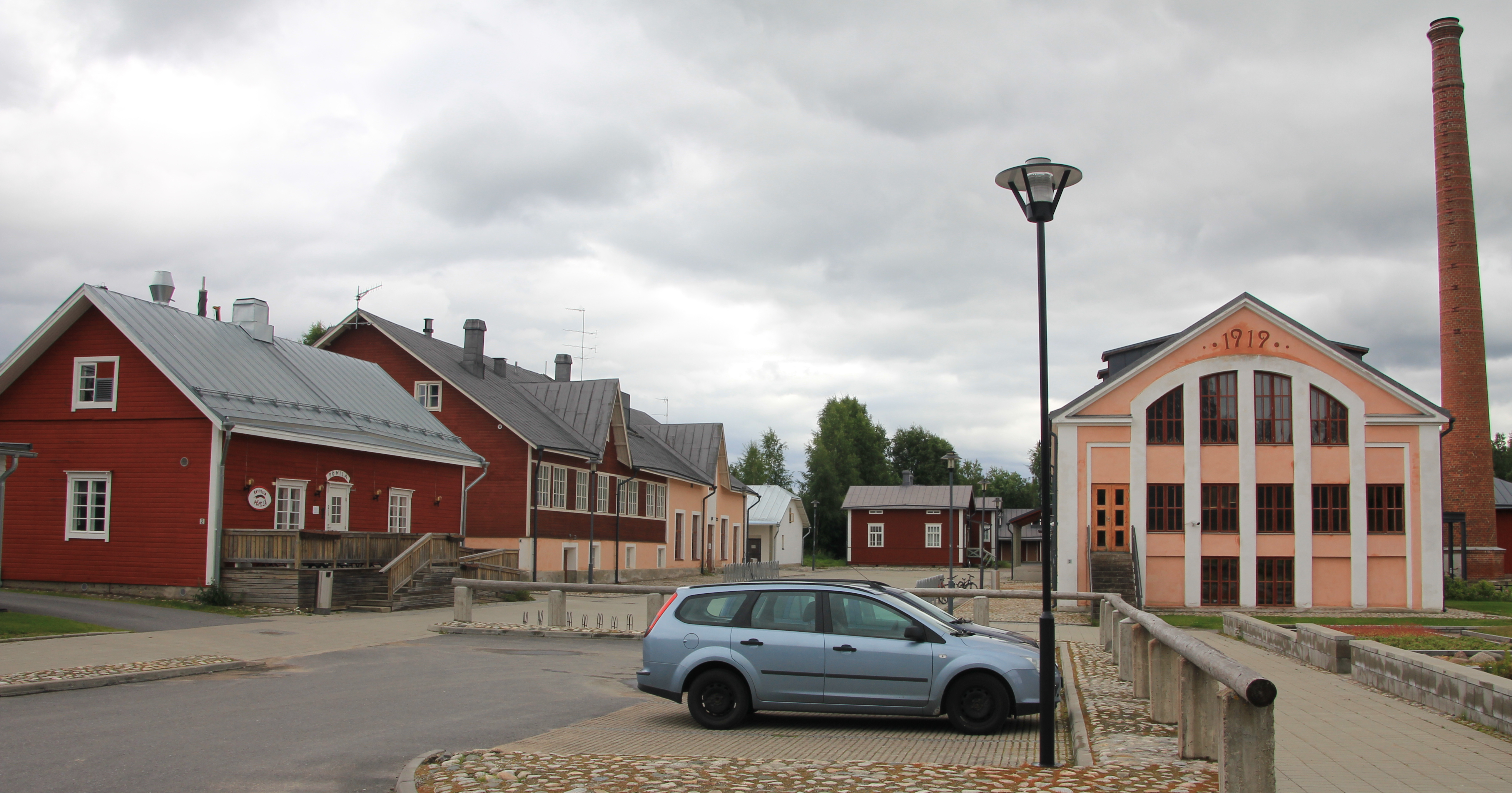
Meijerialue
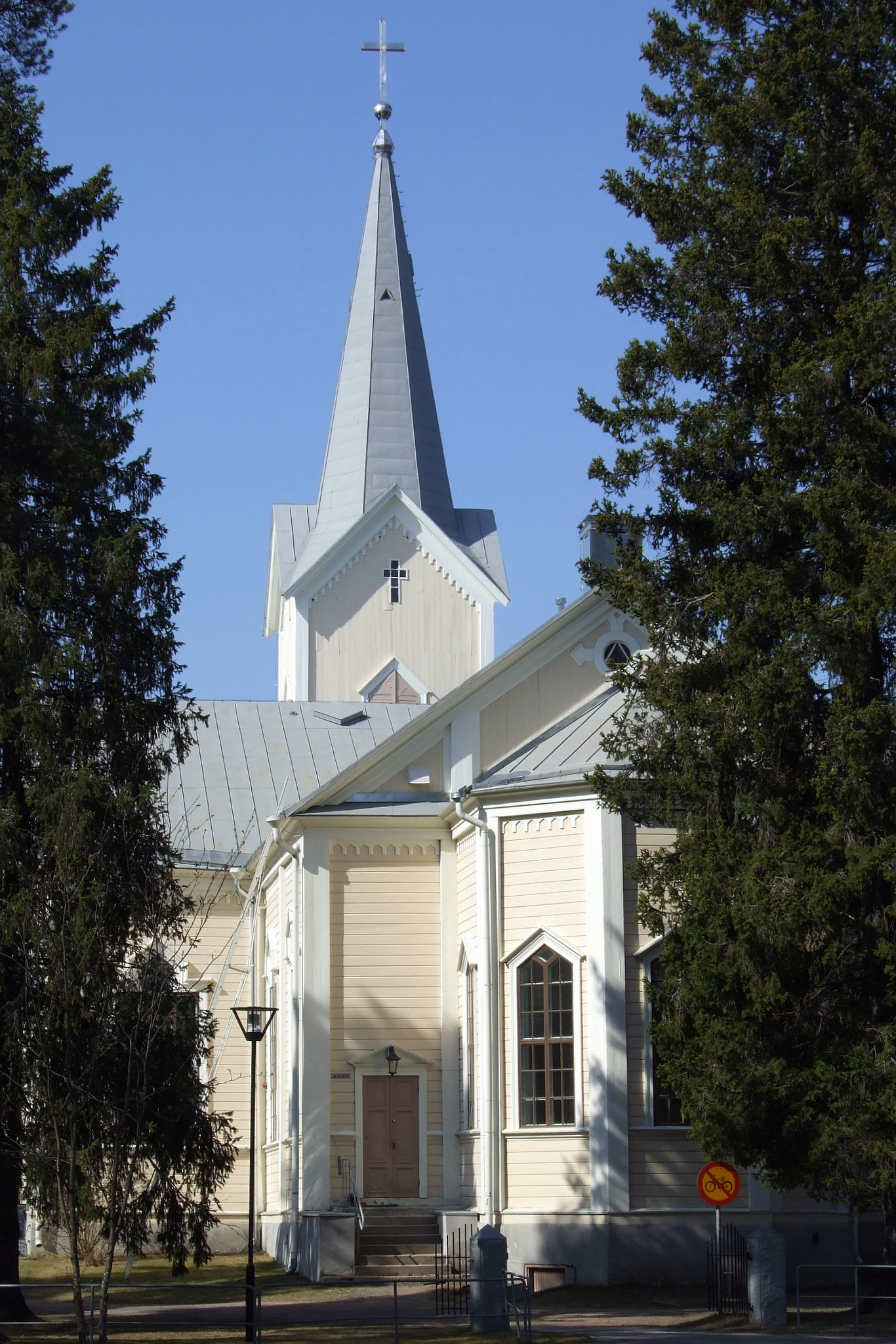
Kerk in Tyrnävä